# Hans Lobenzweig

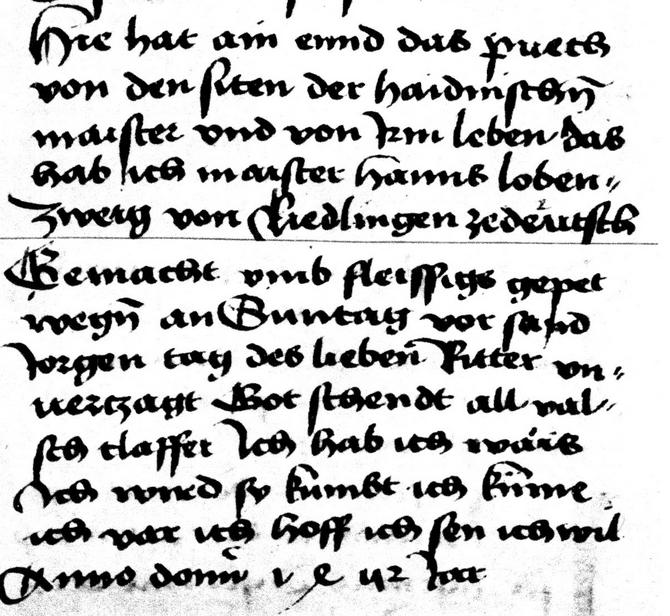
Schlussvermerk aus der 1452 datierten Wiener Handschrift der Übersetzungen Lobenzweigs

Hans Lobenzweig, auch Hanns Lobenzweig von Riedlingen (* um 1430, möglicherweise in Riedlingen) war ein deutschsprachiger Übersetzer von Fachprosatexten.
Im Sommersemester 1445 wurde er an der Universität Wien eingeschrieben. Sonst weiß man von ihm nur, dass er nicht nach 1452 zwei handschriftlich überlieferte Übersetzungen ins Deutsche anfertigte: vom 'Liber de vita et moribus philosophorum poetarumque veterum' (Darstellung zur Philosophiegeschichte, früher zugeschrieben an Walter Burley), und ein Traumbuch, Übersetzung von Paschalis von Rom: 'Liber thesauri occulti'.